# Camilla Rutherford
Camilla Claude Rutherford (Camden, 20 settembre 1976) è un'attrice e modella britannica.
I ruoli per cui è più nota sono quelli di Isobel McCordle nel film Gosford Park (2001) di Robert Altman, di Alice ne Il treno per il Darjeeling (2007) di Wes Anderson e di Giocasta nella serie televisiva BBC e HBO Roma (2007).

## Filmografia

### Cinema
- Stardom, regia di Denys Arcand (2000)
- Sola nella trappola (Picture Claire), regia di Bruce McDonald (2001)
- Gosford Park, regia di Robert Altman (2001)
- La fiera delle vanità (Vanity Fair), regia di Mira Nair (2004)
- The Freediver, regia di Alki David (2004)
- Land of the Blind, regia di Robert Edwards (2006)
- Il treno per il Darjeeling (The Darjeeling Limited), regia di Wes Anderson (2007)
- The Edge of Love, regia di John Maybury (2008)
- Dimensions, regia di Sloane U'Ren (2011)
- Il quinto potere (The Fifth Estate), regia di Bill Condon (2013)
- Alleycats, regia di Ian Bonhôte (2016)
- Absolutely Fabulous - Il film (Absolutely Fabulous: The Movie), regia di Mandie Fletcher (2016)
- Ogni tuo respiro (Breathe), regia di Andy Serkis (2017)
- Il filo nascosto (Phantom Thread), regia di Paul Thomas Anderson (2017)
- Simone, le voyage du siècle, regia di Olivier Dahan (2021)
- Club Zero, regia di Jessica Hausner (2023)

### Televisione
- Roma (Rome) – serie TV, 7 episodi (2007)
- Freefall, regia di Dominic Savage – film TV (2009)
- The Crimson Petal and the White, regia di Marc Munden – miniserie TV, puntata 2 (2011)
- I Borgia (The Borgias) – serie TV, episodio 2x06 (2012)
- Fleming - Essere James Bond (Fleming), regia di Mat Whitecross – miniserie TV, 4 episodi (2014)
- A Very British Scandal, regia di Anne Sewitsky – miniserie TV, puntate 1-2 (2021)
- Hotel Portofino – serie TV, 6 episodi (2024)
- Attacco al potere - Paris Has Fallen (Paris Has Fallen), regia di Oded Ruskin e Hans Herbots – miniserie TV, puntate (2024)

## Doppiatrici italiane
Nelle versioni in italiano delle opere in cui ha recitato, Camilla Rutherford è stata doppiata da:
- Monica Vulcano in Roma
- Ilaria Latini ne Il treno per il Darjeeling
- Emanuela D'Amico in Ogni tuo respiro
- Domitilla D'Amico in Hotel Portofino
- Gaia Bolognesi in Attacco al potere - Paris Has Fallen